# Humboldt-Reden zu Europa
Die Reihe Humboldt-Reden zu Europa findet seit 2000 an der Humboldt-Universität zu Berlin statt. Sie werden vom Walter Hallstein-Institut veranstaltet und von Matthias Ruffert organisiert, der das Institut im Frühjahr 2016 von Ingolf Pernice übernahm. Die Humboldt-Reden zu Europa werden seit 2014 von der Stiftung Mercator gefördert. Die Vertretung der Europäischen Kommission in Deutschland ist Schirmherrin der Redereihe.
Die erste Rede hielt Joschka Fischer im Auditorium maximum der Universität. Er legte in ihr seine Ideen zur Zukunft Europas dar. Durch diese Veranstaltung wurden die weiteren Reden angeregt, die meist von amtierenden oder ehemaligen Staats- und Regierungschefs gehalten wurden.

## Bisherige Redner
Die folgende Liste nennt die Redner und ihr jeweiliges Amt zum Zeitpunkt der Rede.
| Datum der Rede     | Redner                     | Herkunft     | Amt |
| ------------------ | -------------------------- | ------------ | --- |
| 12. Mai 2000       | Joschka Fischer            | Deutschland  | Außenminister |
| 8. November 2000   | Helmut Schmidt             | Deutschland  | Ehemaliger Bundeskanzler                                                                                             |
| 18. Oktober 2001   | Göran Persson              | Schweden     | Ministerpräsident |
| 12. Februar 2002   | Giuliano Amato             | Italien      | Ehemaliger Ministerpräsident, designierter Vizepräsident des Europäischen Konvents                                   |
| 26. Juni 2003      | Carlo Azeglio Ciampi       | Italien      | Staatspräsident |
| 25. November 2003  | Guy Verhofstadt            | Belgien      | Premierminister |
| 12. Mai 2005       | Jaap de Hoop Scheffer      | Niederlande  | NATO-Generalsekretär                                                                                                 |
| 2. Juni 2005       | Bertie Ahern               | Irland       | Ministerpräsident |
| 21. November 2005  | Jean-Claude Juncker        | Luxemburg    | Premierminister, Vorsitzender der Euro-Gruppe                                                                        |
| 9. März 2006       | Lech Kaczynski             | Polen        | Staatspräsident |
| 1. November 2006   | Richard von Weizsäcker     | Deutschland  | Ehemaliger Bundespräsident                                                                                           |
| 9. November 2006   | Valéry Giscard d’Estaing   | Frankreich   | Ehemaliger Staatspräsident, ehemaliger Präsident des Europäischen Konvents                                           |
| 14. Mai 2007       | Hans-Gert Pöttering        | Deutschland  | Präsident des Europäischen Parlaments                                                                                |
| 27. November 2007  | Giorgio Napolitano         | Italien      | Staatspräsident |
| 26. Februar 2008   | Mary McAleese              | Irland       | Staatspräsidentin |
| 10. Juli 2008      | Giuliano Amato             | Italien      | Ehemaliger Ministerpräsident, ehemaliger Vizepräsident des Europäischen Konvents                                     |
| 23. Oktober 2008   | Toomas Hendrik Ilves       | Estland      | Staatspräsident |
| 27. Mai 2009       | Angela Merkel              | Deutschland  | Bundeskanzlerin |
| 1. Dezember 2009   | Norbert Lammert            | Deutschland  | Präsident des Deutschen Bundestages                                                                                  |
| 10. März 2010      | François Fillon            | Frankreich   | Premierminister |
| 22. März 2010      | Jerzy Buzek                | Polen        | Präsident des Europäischen Parlaments                                                                                |
| 29. April 2010     | Václav Klaus               | Tschechien   | Staatspräsident |
| 25. Oktober 2010   | Jorge Sampaio              | Portugal     | Staatspräsident |
| 21. Februar 2011   | Giorgos Andrea Papandreou  | Griechenland | Ministerpräsident |
| 18. September 2011 | Abdullah Gül               | Türkei       | Staatspräsident |
| 24. Oktober 2011   | Jean-Claude Trichet        | Frankreich   | Präsident der EZB |
| 7. Februar 2012    | Herman van Rompuy          | Belgien      | Präsident des Europäischen Rates                                                                                     |
| 24. Mai 2012       | Martin Schulz              | Deutschland  | Präsident des Europäischen Parlaments                                                                                |
| 27. Juni 2013      | Miloš Zeman                | Tschechien   | Präsident von Tschechien                                                                                             |
| 8. Mai 2014        | José Manuel Durão Barroso  | Portugal     | EU-Kommissionspräsident                                                                                              |
| 4. Mai 2015        | Bohuslav Sobotka           | Tschechien   | Ministerpräsident |
| 1. Juli 2015       | Matteo Renzi               | Italien      | Ministerpräsident |
| 21. September 2015 | Valdis Dombrovskis         | Lettland     | Ehemaliger Ministerpräsident, Vizepräsident der Europäischen Kommission, Kommissar für Euro und sozialen Dialog      |
| 22. Oktober 2015   | Andreas Voßkuhle           | Deutschland  | Präsident des Bundesverfassungsgerichts                                                                              |
| 25. Mai 2016       | Mario Monti                | Italien      | Ehemaliger Ministerpräsident, Senator auf Lebenszeit der Italienischen Republik                                      |
| 25. Januar 2018    | Susanne Baer               | Deutschland  | Richterin des Bundesverfassungsgerichts, Professorin an der Humboldt-Universität zu Berlin                           |
| 1. Februar 2018    | Ineta Ziemele              | Lettland     | Präsidentin des lettischen Verfassungsgerichts, ehemalige Richterin des Europäischen Gerichtshofs für Menschenrechte |
| 7. Februar 2018    | Paolo Gentiloni            | Italien      | Ministerpräsident |
| 13. Juni 2018      | Simon Coveney              | Irland       | Stellvertretender Premierminister und Außenminister Irlands                                                          |
| 15. Oktober 2018   | Cecilia Malmström          | Schweden     | EU-Kommissarin für Handel                                                                                            |
| 28. November 2018  | Olaf Scholz                | Deutschland  | Vizekanzler und Finanzminister                                                                                       |
| 7. Mai 2019        | Wopke Hoekstra             | Niederlande  | Finanzminister |
| 18. Juni 2019      | Jacek Czaputowicz          | Polen        | Außenminister |
| 19. November 2019  | Linos-Alexandre Sicilianos | Griechenland | Präsident des Europäischen Gerichtshofs für Menschenrechte                                                           |
| 5. Dezember 2019   | Wolfgang Schäuble          | Deutschland  | Präsident des Deutschen Bundestages                                                                                  |
| 10. November 2020  | Kersti Kaljulaid           | Estland      | Präsidentin der Republik Estland                                                                                     |
| 25. Oktober 2021   | Margrethe Vestager         | Dänemark     | EU-Kommissarin für Wettbewerb und Digitales und Vizepräsidentin der Europäischen Kommission                          |
| 23. November 2021  | Sauli Niinistö             | Finnland     | Präsident der Republik Finnland                                                                                      |
| 27. Oktober 2022   | Didier Reynders            | Belgien      | Kommissar für Justiz und Rechtsstaatlichkeit                                                                         |
| 23. Oktober 2023   | Roberta Metsola            | Malta        | Präsidentin des Europäischen Parlaments                                                                              |
| 25. Januar 2024    | George Vella               | Malta        | Präsident der Republik Malta                                                                                         |
| 2. Juli 2024       | Adam Bodnar                | Polen        | Justizminister der Republik Polen                                                                                    |
| 28. November 2024  | Juliane Kokott             | Deutschland  | Generalanwältin (EuGH)                                                                                               |